# Зубов, Николай Григорьевич
Николай Григорьевич Зубов (1885 — 1968) — русский военный деятель, генерал-майор Белой армии (1919), участник Первой мировой войны и Гражданской войны в России.

## Биография
Родился 13 декабря 1885 года, казак станицы Новониколаевской (ныне город Новоазовск) области Войска Донского, сын чиновника.
Окончил Таганрогскую гимназию и Александровское военное училище, откуда в 1906 году был выпущен хорунжим в 5-й Донской казачий полк. С этим полком выступил на фронт Первой мировой войны. В 1916 году за боевые отличия получил чин есаула и затем войскового старшины.
С апреля 1917 по февраль 1918 года — командир сотни юнкеров в Новочеркасском казачьем военном училище. Перешёл на службу в Белую армию, вступил в Донскую армию. По приказу войскового атамана генерала Каледина с юнкерами принимал участие в разоружении пехотных полков на Хотунке, а также в подавлении ростовского восстания большевиков и затем в боях на подступах к Новочеркасску против Красной гвардии. Тяжело заболел и не смог участвовать в Степном походе походного атамана генерала Попова. Зимой 1918 года скрывался от большевиков в Новочеркасске.
Участвовал в Общедонском восстании весной 1918 года и в апреле был назначен командиром Кривянского казачьего полка, с которым участвовал в боях за Новочеркасск. Был назначен комендантом привокзального района Новочеркасска и оставался на этой должности до 20 мая 1918 года, когда был назначен комендантом города Таганрога. Был произведен в полковники в сентябре 1918 года и в генерал-майоры — в ноябре 1919 года. В декабре 1919 года вместе со штабом Главнокомандующего ВСЮР покинул Таганрог и с управлением своей комендатуры прибыл сначала в Новороссийск, а затем в Феодосию. В Крыму исполнял должность начальника Донского офицерского резерва.
Из Крыма в ноябре 1920 года эвакуировался на остров Лемнос (Греция), после чего переехал в Королевство сербов, хорватов и словенцев, где был назначен начальником Атаманского военного училища. В 1924 году, в связи с роспуском училища, переехал во Францию, где жил и работал до конца жизни. Состоял в правлении Казачьего союза и возглавлял Объединение участников службы Атаманского училища.
Умер 12 октября 1968 года в Париже. Похоронен на кладбище Сент-Женевьев-де-Буа.

## Награды
В числе наград имел орден Святой Анны 3-й степени с мечами и бантом (09.11.1914).